# Stjärnrocka
Stjärnrocka (Raja asterias) är en rockeart som beskrevs av Delaroche 1809. Stjärnrocka ingår i släktet Raja och familjen egentliga rockor. Inga underarter finns listade i Catalogue of Life.
Arten förekommer i Medelhavet nära kusterna. Vid sydöstra Spanien hittas den även väster om Gibraltarsundet. Stjärnrocka dyker till ett djup av 345 meter. Individerna vistas i områden med sandig eller lerig botten. De blir upp till 76 cm långa och honor blir allmänt större. Könsmognaden infaller vid en längd av 45 till 56 cm. Vid tidpunkten är exemplaren tre eller fyra år gamla. Honor lägger 35 till 110 ägg som är upp till 4,5 cm långa och 3cm breda. När äggen kläcks är ungarna ungefär 8 cm långa. Livslängden uppskattas med 10 år.
Stjärnrocka fiskas som matfisk och några exemplar hamnar som bifångst i fiskenät. IUCN kategoriserar arten globalt som nära hotad.

## Bildgalleri

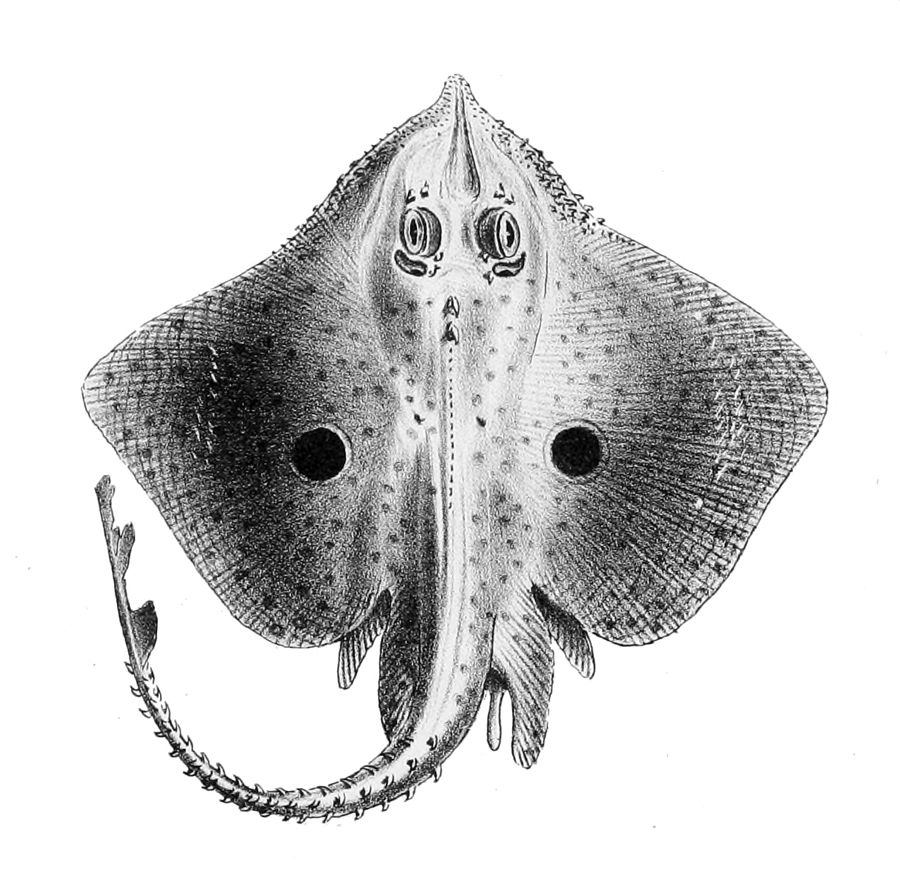